# Ткаченко Сергій Володимирович
Сергі́й Володи́мирович Ткаче́нко (1981—2023) — український військовослужбовець, майор Національної гвардії України, учасник російсько-української війни, що відзначився у ході російського вторгнення в Україну. Герой України (2024, посмертно).

## Життєпис
Народився 31 жовтня 1981 в м. Чернігів. Закінчив Чернігівську загальноосвітню школу №29. Вищу освіту здобув у Чернігівському державному педагогічному університеті імені Т. Г. Шевченка (нині — Національний університет «Чернігівський колегіум» імені Т. Г. Шевченка).
Учасник Революції гідності. 
У березні 2014 року добровольцем вступив до лав Національної гвардії України. Брав участь в АТО на сході України — зокрема, в бойових діях біля м. Слов'янськ, гора Карачун, м. Вуглегірськ, Миронівське, Золоте-4, Станиця Луганська, Комишуваха, Гірське, Світлодарськ, Попасна, Піски, Святогірськ, Лиман, Білогорівка, Серебрянське лісництво.
Під час російського вторгнення в Україну продовжував нести службу у складі Батальйону ім. Героя України С. Кульчицького. У липні 2023 року, обіймаючи посаду заступника начальника штабу — начальника секції оперативного планування, разом із підлеглими воював у Серебрянському лісництві.
22 липня 2023 під час виконання бойового завдання на Куп'янсько-Лиманському напрямку майор С. Ткаченко прийняв командування групою військовослужбовців Державної прикордонної служби у кількості 45 осіб, яких вивів з оточення, врятувавши їм життя. Під час цього бою сам Сергій Ткаченко загинув від мінометного обстрілу.
Попрощалися з воїном 26 липня 2023 року у Чернігові у Катерининському соборі, похований з військовими почестями на кладовищі «Яцево» у рідному місті.

## Нагороди
- Звання Герой України з удостоєнням ордена «Золота Зірка» (23 серпня 2024, посмертно) — за особисту мужність і героїзм, виявлені у захисті державного суверенітету та територіальної цілісності України, самовіддане служіння Українському народові[3].
- Відзнака МВС України — нагородна вогнепальна зброя (березень 2016 року).